# Internationale Filmschule Köln
Die ifs Internationale Filmschule Köln gGmbH ist eine Aus- und Weiterbildungsinstitution für Film- und Medienschaffende in Köln. Anfang 2000 ging sie auf Initiative der Landesregierung Nordrhein-Westfalen und der Film- und Medienstiftung NRW aus den Modellen der Schreibschule Köln e. V. und der Filmschule NRW e. V. hervor. Sie kooperiert seit 2004 per Franchisevertrag mit der TH Köln, die auch die staatlich anerkannten Bachelor- und Masterabschlüsse verleiht.
Seit Mai 2020 hat die ifs mit Nadja Radojevic eine neue Geschäftsführerin. Sie hat die Nachfolge von Simone Stewens angetreten, die sich Ende April nach 18 Jahren Geschäftsführungstätigkeit in den Ruhestand verabschiedete.
Die ifs Internationale Filmschule Köln ist eine Tochter der Film- und Medienstiftung NRW. Darüber hinaus finanziert sich die ifs durch private Sponsoren sowie durch Studiengebühren.
Im Filmhochschul-Ranking des Nachrichtenmagazins Focus (Ausgabe 22/2006) belegte die ifs, gemeinsam mit der KHM und der dffb, mit 76 von 100 Punkten den 2. Platz nach der Filmakademie Baden-Württemberg (78 Punkte). Bewertungskriterien waren (neben der Reputation der Hochschule) die Betreuungssituation der Studierenden, die technische Ausstattung und die Zahl der gewonnenen Preise.
Die ifs ist Mitglied im internationalen Filmhochschulverband CILECT.
Gender und Diversity sind zentrale Aspekte des Leitbilds der Filmschule. Seit März 2020 ist die ifs Unterzeichnerin der Charta der Vielfalt.

## Studiengänge

### Ausbildung
An der ifs gibt es den Bachelor-Studiengang Film mit den Schwerpunkten Filmregie, Kreativ Produzieren, Editing in Bild und Ton, VFX und Animation, Kamera, Drehbuch und seit 2016 Szenenbild. Für jeden dieser Schwerpunkte werden maximal zwölf Teilnehmer zugelassen, die durch ein zweistufiges Bewerbungsverfahren ausgewählt werden. Der Auswahlkommission wohnen neben namhaften Filmemachern auch andere Branchenvertreter bei. Dieses Angebot findet, im Gegensatz zu ähnlichen Filmschulen, nur im zweijährlichen Rhythmus statt. Das Studium dauert drei Jahre und ist als Vollzeitprogramm angelegt. Im Jahr 2016 betrugen die Studiengebühren 3.500 Euro pro Kalenderjahr.
Ab dem Jahr 2003 wurde der postgraduierte Studiengang Sounddesign angeboten, der zweijährlich stattfand. Er wich 2009 dem zweiten Bachelor-Studiengang „Editing Bild und Ton“, in dem die Weiterbildungen Sounddesign und Filmmontage aufgehen. Diese ebenfalls dreijährige grundständige Ausbildung für Bild- und Tonmontage vermittelt das Verständnis und Handwerk des Storytelling auf der Ebene der Montage und der Tongestaltung.
Nach langjähriger Zusammenarbeit mit dem Kamerastudiengang der FH Dortmund unter der Leitung von Adolf Winkelmann wurde zum Wintersemester 2010 mit dem neuen Studiengang „Kamera“ der dritte Bachelor-Studiengang an der ifs eingeführt.
Seit 2015 werden die einzelnen Bachelor-Studiengänge als Studienschwerpunkte im Bachelorstudiengang Film angeboten.
Seit dem Wintersemester 2013/2014 wird ein zweijähriger Masterstudiengang mit dem Schwerpunkt Serial Storytelling (Drehbuchentwicklung für Serien) angeboten, etwa bei Dominik Graf oder Frank Spotnitz. Seit dem Wintersemester 2016 wird ein zweijähriger Masterstudiengang mit dem Schwerpunkt Digital Narratives angeboten. Seit Oktober 2018 wird der neue berufsbegleitende Masterstudiengang 3D-Animation for Film and Games angeboten. Der Masterstudiengang ist ein berufsbegleitender Kooperationsstudiengang des Cologne Game Lab der TH Köln und der ifs Internationale Filmschule Köln. Unterrichtssprache in den Masterprogrammen ist Englisch. Seit 2021 werden außerdem die Masterstudiengänge Film und Entertainment Producing an der ifs angeboten. Der MA Entertainment Producing ist ebenfalls ein berufsbegleitender Studiengang.
Die ifs hat 2019 ein neues Weiterbildungsprogramm für TV-Entertainment-Producer gestartet. Das praxisorientierte und branchennahe Qualifizierungsangebot soll dem akuten Fachkräftemangel in der Branche ein Angebot entgegensetzen, das speziell auf die Bedarfe der non-fiktionalen Entertainment-Produktion zugeschnitten ist. Prime Video Deutschland unterstützt das Programm sowohl finanziell als auch inhaltlich mit Expertise und Insights. Darüber hinaus ermöglicht die Förderung von Prime Video die Vergabe von Stipendien.
2022 startet die ifs mit dem „European Showrunner Programme“ ein Angebot zur Ausbildung zum Showrunner. Es handelt sich um das einzige derartige Angebot in Europa. Die Initiative wird vom Creative Europe – MEDIA Programm der Europäischen Union gefördert. Mediapartner ist Blickpunkt:Film. Weitere Branchenpartner sind das Film Festival Cologne, das Serienfestival Series Mania und das Göteborg Film Festival. Das Programm wird geleitet vom dänischen Serienautor Jeppe Gjervig Gram.

### Weiterbildung
Für professionelle Filmschaffende oder Filmbegeisterte aus verwandten Bereichen bietet die ifs ein breites Spektrum an Weiterbildungsmöglichkeiten – mehrmonatige Vollzeit-Programme, berufsbegleitende Angebote oder mehrtägige Workshops.
Die Weiterbildungen sind:
- Eureka Series
- European Showrunner Programme
- Into the Wild
- Masterclass Comedy
- Masterclass Entertainment
- Masterclass Non-Fiction
- Schauspiel
- Sheroes
- Summer School Screenwriting
- Summer School Screenwriting JUNIOR

## Lehrkörper

### Professoren
- André Bendocchi-Alves: Editing Bild & Ton
- Ciro Cappellari: Filmisches Erzählen im gesellschaftlichen Kontext
- Frédéric Dubois: MA Digital Narratives – Theory
- Gundolf S. Freyermuth: Associate Professor Comparative Media Studies
- Joachim Friedmann: MA Serial Storytelling
- Katalin Gödrös: Regie
- Dominik Graf: Spielfilmregie (gelistet als Honorarprofessur, seit 2011 aber nicht mehr aktiv als Professor tätig)
- Uli Hanisch: Szenenbild
- Prof. Dr. Bettina Henzler: Filmwissenschaft
- Barbara Hennings: Editing Bild & Ton
- Peter Herrmann: Kreativ Produzieren
- Uwe Kersken: Masterclass Non-Fiction
- Jennifer Mival: Entertainment Producing
- Rolf Mütze: Digital Film Arts / VFX und Animation
- Ruth Olshan: Dokumentarische Narrative in audiovisuellen Medien
- Jutta Pohlmann: Kamera – Spielfilm
- Hajo Schomerus: Non-fiktionale und fiktionale Kamera
- David Slama†: Kamera – Spielfilm
- Sebastian Soukup: Szenenbild
- Magnus Vattrodt: Drehbuch
- Sophia Zauner: 3D-Animation für Film und non-lineare Medien

Ehemalige Professoren sind die Filmwissenschaftlerin Oksana Bulgakowa (2004–2008), der Dokumentarfilmer Dietmar Hochmuth (2004–2005), der Dokumentarfilmregisseur Dominik Wessely (2008–2013), der Spielfilmregisseur Hans Steinbichler (2013–2015), der Drehbuchautor Peter Henning (2004–2009), die Kamerafrau Stephanie Hardt (2010–2017), die Regisseurin Nicole Weegmann (2015–2017), die Filmwissenschaftlerin Lisa Gotto (2010–2018) sowie Produzent Gerd Haag (2011–2018).

### Gastdozenten
Die Einrichtung bindet in ihre Studiengänge regelmäßig namhafte deutsche (z. B. Hans-Christian Schmid, Judith Kaufmann, Hermine Huntgeburth, Sherry Hormann) und internationale (z. B. Keith Johnstone, Keith Cunningham, MK Lewis, David Bordwell, Peter Przygodda († 2011), Roberto Perpignani, Philip Parker, Rachel O’Flanagan, Mary Kate O’Flanagan) Branchenvertreter ein. Diese ganztägigen Seminare finden am Block statt und gehen z. T. über mehrere Tage.
Dozenten wie Klaus Maria Brandauer, Tom Schlesinger, Frank Griebe oder Seymour Cassel leiten in regelmäßigen Abständen Workshops, zu denen sich auch Teilnehmer anmelden können, die nicht an der ifs studieren. Auch für diese müssen häufig Qualifikationen nachgewiesen werden und sie sind kostenpflichtig.

## Veranstaltungen

### ifs-Begegnung
Unter dem Titel ifs-Begegnung finden regelmäßig Abendveranstaltungen mit renommierten Gästen statt. Diese sind meist mit Filmvorführungen und anschließender Podiums- und Zuschauerdiskussion verbunden.
Hier wurden Gäste wie Mike Figgis, Dani Levy, Angelina Maccarone, Krzysztof Zanussi, Terry Ackland-Snow, Andreas Dresen, Maximilian Schell, Gerd Ruge, István Szabó und Lalo Schifrin eingeladen.

## Filmproduktionen (nur Abschlussprojekte)
| Filmographie (nur Abschlussprojekte)                  | Filmographie (nur Abschlussprojekte) | Filmographie (nur Abschlussprojekte)                                                                                     | Filmographie (nur Abschlussprojekte) | Filmographie (nur Abschlussprojekte) | Filmographie (nur Abschlussprojekte) |
| Filmtitel                                             | Jahr                                 | Beteiligte Filmschaffende                                                                                                |                                      |                                      |                                      |
| 2004–2010                                             | 2004–2010                            | 2004–2010 | 2004–2010                            | 2004–2010                            | 2004–2010                            |
| ----------------------------------------------------- | ------------------------------------ | --- | ------------------------------------ | ------------------------------------ | ------------------------------------ |
| Frauenparkplatz                                       | 2004                                 | Christopher Becker |                                      |                                      |                                      |
| Transfamily, Dokumentarfilm                           | 2005                                 | Sabine Bernardi |                                      |                                      |                                      |
| Goldjunge                                             | 2005                                 | Stephan Schiffers und Janna Velber                                                                                       |                                      |                                      |                                      |
| Mittsommer                                            | 2005                                 | Christopher Becker und Ewa Borowski                                                                                      |                                      |                                      |                                      |
| KomA                                                  | 2005                                 | Johannes F. Sievert und Christoph Herkenrath                                                                             |                                      |                                      |                                      |
| Amor Fati                                             | 2005                                 | Dennis Todorović und Melanie Andernach                                                                                   |                                      |                                      |                                      |
| Poldis Engel                                          | 2006                                 | Ewa Borowski, Produzentin, Christoph Mathieu, Drehbuch und Tina von Traben, Regie                                        |                                      |                                      |                                      |
| Grenze                                                | 2008                                 | Christine Wernke, Christiane Hütter und Stefan Fendrich                                                                  |                                      |                                      |                                      |
| Der Boden unter den Füßen                             | 2007                                 | Katharina Tilmmanns, Martin Schwitzner und Mathias Krämer                                                                |                                      |                                      |                                      |
| Beento                                                | 2007                                 | Nancy Mac Granaky-Quaye, Florian Wimmer und Florian Müßener                                                              |                                      |                                      |                                      |
| Ein Fall für KBBG                                     | 2007                                 | Daniel Rakete Siegel, Christoph Mathieu, Nima Kianzad und Katrin Hohendahl                                               |                                      |                                      |                                      |
| Robin                                                 | 2007                                 | Hanno Olderdissen, Clemente Fernandez-Gil und Katrin Hohendahl                                                           |                                      |                                      |                                      |
| Der Verdacht                                          | 2007                                 | Felix Hassenfratz und Mathias Casanova                                                                                   |                                      |                                      |                                      |
| Absolution                                            | 2007                                 | Markus Sehr und Moritz Grenzebach                                                                                        |                                      |                                      |                                      |
| Gisberta                                              | 2009                                 | Lisa Violetta Gaß und Roshanak Khodabakhsh                                                                               |                                      |                                      |                                      |
| Kriegerstock                                          | 2009                                 | Joseph Lippok, Nathan Raimann und Tobias Leveringhaus                                                                    |                                      |                                      |                                      |
| Soltau                                                | 2009                                 | Peter Hümmeler |                                      |                                      |                                      |
| Zeche is nich – Sieben Blicke auf das Ruhrgebiet 2010 | 2010                                 | Koproduktion mit der Kunsthochschule für Medien Köln                                                                     |                                      |                                      |                                      |
| 2012                                                  |                                      | |                                      |                                      |                                      |
| Wahrer Anfang                                         | 2012                                 | Miguel Müller und Nicole Schmeier                                                                                        |                                      |                                      |                                      |
| Stille Welt                                           | 2012                                 | Thorsten Kleinschmidt und Christopher Tworuschka                                                                         |                                      |                                      |                                      |
| Niklas Verliebt                                       | 2012                                 | Marian-Reinhart Grönwoldt                                                                                                |                                      |                                      |                                      |
| Schwarzherz                                           | 2012                                 | Tamer Jandali und Daniel Stark                                                                                           |                                      |                                      |                                      |
| Na Sdorowje! Babuschka!                               | 2012                                 | Viktoria Gurtovaj und Nicole Zurek                                                                                       |                                      |                                      |                                      |
| Küss Mich Tiefer                                      | 2012                                 | Eleni Katsoni und Benno Aselmeyer                                                                                        |                                      |                                      |                                      |
| Wer Ich Glücklich                                     | 2012                                 | Maria Pavlidou, Ingrid Kaltenegger und Fiona Brands                                                                      |                                      |                                      |                                      |
| Having Krebs                                          | 2012                                 | Anne Maschlanka, Alexander Daus, Elisabeth Feltes und Lucas Seeberger                                                    |                                      |                                      |                                      |
| Wir Sind Ich                                          | 2012                                 | Alexandra Brodski |                                      |                                      |                                      |
| Ararat                                                | 2012                                 | Engin Kundag, Jonas Thoma                                                                                                |                                      |                                      |                                      |
| Die Schaukel des Sargmachers                          | 2012                                 | Elmár Imánov, Eva Blondiau, Driss Azhari und Bastian Bothe                                                               |                                      |                                      |                                      |
| Guck woanders hin                                     | 2012                                 | Charlotte Ann-Marie Rolfes und Anna Knolle                                                                               |                                      |                                      |                                      |
| Spielzeit                                             | 2012                                 | Koproduktion mit der UCLA                                                                                                |                                      |                                      |                                      |
| 2014                                                  |                                      | |                                      |                                      |                                      |
| Asami                                                 | 2014                                 | Daniel Farkas und Yana Höhnerbach                                                                                        |                                      |                                      |                                      |
| Frechen Overdose                                      | 2014                                 | Saskia Schwarz, Philipp Stendebach                                                                                       |                                      |                                      |                                      |
| Rückkehr zum Garten meiner Mutter                     | 2014                                 | Felipe Calvo-Montero, ZsaZsa von Ammon, Nora Housseyn und Yana Höhnerbach                                                |                                      |                                      |                                      |
| Ein Märchen von einer unmöglichen Stelle im Universum | 2014                                 | Markus Wulf, Su Jin Song, Janosch Götze und Holger Buff                                                                  |                                      |                                      |                                      |
| Rebecca                                               | 2014                                 | Anna Kohlschütter, Maureen Adlawan, Bine Jankowski und Gesa Hille                                                        |                                      |                                      |                                      |
| Nirwana                                               | 2014                                 | Simon Dolensky, Fabian Klein und Leonard Lokai                                                                           |                                      |                                      |                                      |
| Glückskind                                            | 2014                                 | Maria Titova, ZsaZsa von Ammon und Marcel Kalwa                                                                          |                                      |                                      |                                      |
| Bruder                                                | 2014                                 | Jarek Duda, Daniel Schüller, Felix Tonnat und Esther Geisen                                                              |                                      |                                      |                                      |
| Alter Ego                                             | 2014                                 | Levin Hübner, Fabian Wallenfels, Martina Di Lorenzo und Jascha Viehl                                                     |                                      |                                      |                                      |
| Das Gewehr                                            | 2014                                 | Florian Ross, Finn Stroeks und Annik Kreuels, Florian Pley und Felix Meyer                                               |                                      |                                      |                                      |
| 2016                                                  |                                      | |                                      |                                      |                                      |
| Beat Beat Heart                                       | 2016                                 | Luise Brinkmann, Olivia Charamsa, Mathis Hanspach und Maren Unterburger                                                  |                                      |                                      |                                      |
| Der einsame Hof (nur Drehbuch)                        | 2016                                 | Christian Zipfel, Daniela Pennekamp, Nino Peschel und Nathalie Bender                                                    |                                      |                                      |                                      |
| Die Pantherin                                         | 2016                                 | Lydia-Maria Emrich, Darius Cernota, Felix Engstfeld, Anne Schultze-Lindemann und Tom Küspert                             |                                      |                                      |                                      |
| Grummet                                               | 2016                                 | Sonja Keßler, Jenny Lorenz, Christophe Poulles, Sandra Schröder und Leo Hoffmann                                         |                                      |                                      |                                      |
| Konstruktion                                          | 2016                                 | Helena Lucas, Robert Schäfer, Björn Weber, Marco Heibach und Dimitri Makrinic                                            |                                      |                                      |                                      |
| Lost in Hope                                          | 2016                                 | Aline Hochscheid, Dennis Colquhoun, Kyrill Ahlvers und Zoltan Madjarevic                                                 |                                      |                                      |                                      |
| Toni und die starken Männer                           | 2016                                 | Maximilian Lippemeier, Nils Lehmbruch, Levin Hübner, Martina Di Lorenzo, Holger Buff und Jakob Jendryka                  |                                      |                                      |                                      |
| Transit                                               | 2016                                 | Oliver Meinborn, Nikolaas Meinshausen, Thorsten Gruna, Jonas Heicks, Leo Hoffmann, Marco Heibach, Peter Anlauf           |                                      |                                      |                                      |
| Paul                                                  | 2016                                 | Peter Anlauf |                                      |                                      |                                      |
| Update Required                                       | 2016                                 | Jo Müller |                                      |                                      |                                      |
| baba nam kebap (nur Drehbuch)                         | 2016                                 | Julia Angerer-Zimth |                                      |                                      |                                      |
| Wachsüchtig                                           | 2016                                 | Felix Engstfeld |                                      |                                      |                                      |
| Puppenspieler, Gute Nacht. (nur Drehbuch)             | 2016                                 | Lisa Sophie Fechner |                                      |                                      |                                      |
| Der Leere Raum (nur Drehbuch)                         | 2016                                 | Jonas Heicks |                                      |                                      |                                      |
| Symptom Mensch (nur Drehbuch)                         | 2016                                 | Maximilian Lippemeier |                                      |                                      |                                      |
| Treibjagd (nur Drehbuch)                              | 2016                                 | Sandra Schröder |                                      |                                      |                                      |
| The City of Lion (nur Drehbuch)                       | 2016                                 | Sergej Waldrat |                                      |                                      |                                      |
| Nordmonat                                             | 2016                                 | Sven Wartig |                                      |                                      |                                      |
| 2018                                                  |                                      | |                                      |                                      |                                      |
| Aljoscha und das Feuer (nur Drehbuch)                 | 2018                                 | Julia Charakter |                                      |                                      |                                      |
| Circus Mortalis (nur Drehbuch)                        | 2018                                 | Nina Meyer |                                      |                                      |                                      |
| Der Schrei                                            | 2018                                 | Bünyamin Musullu, Carly Hoffmann, Jannis Danikas, Friederike Dörffler                                                    |                                      |                                      |                                      |
| Die Farbe                                             | 2018                                 | Cem Karayakas, Jelena Annabelle Lützel, Manuel Zilleken, Christian Godau, Maria Hartig, Nils Nißing, Jan Zinn            |                                      |                                      |                                      |
| Eine Schachtel Nichts (nur Drehbuch)                  | 2018                                 | Tim Knaff |                                      |                                      |                                      |
| Es war schön                                          | 2018                                 | Naomi Kantor, Marius Kimmel, Mathis Hanspach, Antonia-Marleen Klein, Bohdan Adam Wozniak                                 |                                      |                                      |                                      |
| Flocke & Proschinski                                  | 2018                                 | Lutz Rödig, Ruben Schlembach, Christopher Albrodt, Sabine Sina Stephan, Jeannine Compère, Jessica Kaczmarek, Esra Tamkoc |                                      |                                      |                                      |
| Horst                                                 | 2018                                 | Samuel Pleitner, Lisa Sophie Fechner, Michael Lucas Hein, Christian Godau, Jessica Kaczmarek, Holger Buff, Sarah Rehberg |                                      |                                      |                                      |
| Im Dunkeln ist es wärmer                              | 2018                                 | Daniel Kunkel, Jelena Annabelle Lützel, David Kade, Leo Decristoforo, Alexandra Vahlkamp, Mikko Beste                    |                                      |                                      |                                      |
| Klausentreiben                                        | 2018                                 | Raphaela Selge, Manuel Zilleken, Jakob Gehrmann, Maximilian Rodegra, Mikko Beste                                         |                                      |                                      |                                      |
| LABEL ME                                              | 2018                                 | Kai Kreuser, Sonja Keßler, Jenny Lorenz-Kreindl, Malte Hafner, Tabea Hannapel                                            |                                      |                                      |                                      |
| LOSA – Lack of Sexual Attraction (nur Drehbuch)       | 2018                                 | Phil Leasure |                                      |                                      |                                      |
| Mono No Aware                                         | 2018                                 | Till Kleinau, Katja Tauber, Jakob Erdelen, Maximilian Rodegra                                                            |                                      |                                      |                                      |
| Mononoke (nur Drehbuch)                               | 2018                                 | Jakob Erdelen |                                      |                                      |                                      |
| Rocket Roaches                                        | 2018                                 | Mick Mahler, Cedric Engels, Sabine Stephan, Jeannine Compère, Friedrike Dörffler, Franziska Hoh                          |                                      |                                      |                                      |
| Rot, Rot, Rot                                         | 2018                                 | Jade Li, Corinne Le Hong, Maximilian Bohl, Thorsten Schönrade, Vlad Litvak, Mikko Beste, Markus Schütz                   |                                      |                                      |                                      |
| Schachmatt                                            | 2018                                 | Christoph Willerscheidt, Michael Lucas Hein, Leo Decristoforo, Friederike Dörffler, Jessica Kaczmarek                    |                                      |                                      |                                      |
| Sonder (nur Drehbuch)                                 | 2018                                 | Jelena Annabelle Lützel                                                                                                  |                                      |                                      |                                      |
| Stone Faces                                           | 2018                                 | Tim Henning, Nina Meyer, Tabea Hannappel                                                                                 |                                      |                                      |                                      |
| Ugly Easy (nur Drehbuch)                              | 2018                                 | Zoe Ristow |                                      |                                      |                                      |
| Vögel über Warschau (nur Drehbuch)                    | 2018                                 | Ruben Schlembach |                                      |                                      |                                      |
| War Scene                                             | 2018                                 | Mikko Beste |                                      |                                      |                                      |
| 2021                                                  |                                      | |                                      |                                      |                                      |
| Bulldog                                               | 2021                                 | André Szardenings, Antonia-Marleen Klein                                                                                 |                                      |                                      |                                      |

## Preise
Wichtige Auszeichnung für ifs-Filme (Chronologisch, ab 2007):
Der Abschlussfilm „Amor Fati“ wird 2005 auf dem Int. Kurzfilmfestival Dresden mit dem Publikumspreis geehrt. Der Film erhält auf dem Filmfestival Locarno 2006 eine lobende Erwähnung.
Der Film „Wut“ gewinnt 2007 den Adolf Grimme Preis und die Goldene Kamera. Zudem lief der Film auf dem International Festival of Audiovisual Programs 2007, auf dem „Wut“ mit dem FIPA D’Argent Special Price ausgezeichnet wurde. Auf dem New York Festival wird der Film mit dem Gold World Medal Preis geehrt.
Der Abschlussfilm „Robin“ wird mit dem First Steps Award 2008 ausgezeichnet und gewinnt 2008 den Studio Hamburg Nachwuchspreis in der Kategorie »Beste Regie«. Zudem wird er 2008 mit dem Babelsberg Medienpreis – Förderpreis „Bester Absolventenspielfilm“ und auf dem Filmfest Dresden mit dem Goldenen Reiter in der „Kategorie Kurzspielfilm“  geehrt.
Der Abschlussfilm „Der Verdacht“ erhält den Deutschen Kurzfilmpreis in Gold als „Bester Spielfilm“ 2008. Zudem wird er auf dem Internationalen Festival der Filmhochschulen München mit dem Panther Award für „Beste Produktion eines dt. Films“ ausgezeichnet. »Der Verdacht«  gewinnt 2008 den Studio Hamburg Nachwuchspreis für „Bestes Drehbuch“. Zusätzlich gewinnt der Abschlussfilm den BMW Kurzfilmpreis, 2. Jurypreis auf dem Landshuter Kurzfilmfestival 2008.
Der Film „10 Arten Regen zu beschreiben“ gewinnt den Phoenix-Förderpreis 2009.
Der Abschlussfilm „Heimspiel“ gewinnt auf dem Filmfest Dresden den Kurzfilmpreis der deutschen Filmkritik 2010. Zudem gewinnt der Film auf dem Open St. Petersburg Student Film Festival 2010 den „Grand Prix“ für den besten Film.
Der Film „Anduni – Fremde Heimat“, für den ifs-Absolventin Karin Kaci das Drehbuch geschrieben hat, gewinnt 2010 den Max Ophüls Förderpreis.
Der Film „Der Mond ist ein schöner Ort“ wird auf dem Int. Festival der Filmhochschulen München mit dem „Bester Dokumentarfilm – Arri Preis 2011“ ausgezeichnet.
Das Drehbuch für den Abschlussfilm „Gisberta“ wird 2010 auf dem Int. Student Film Festival in Tel Aviv ausgezeichnet. Der Film gewinnt zudem 2010 auf dem Kurzfilmfestival interfilm Berlin den 1. Platz als „Bester deutscher Film“.
Der Abschlussfilm „Die Schaukel des Sargmachers“ gewinnt 2012 den Student Academy Award 2012 in der Kategorie „Best Foreign Film“ (Bronze). Zudem wird der Film Gewinner beim Internationalen Studierendenfestival Sehsüchte 2012 in der Kategorie „Bester Film unter 30 Minuten“ und wird auf dem GULDF FILM FESTIVAL als „Best Film“ in der Kategorie „Int. Short Films“ 2013. Auf dem Open St. Petersburg Student Film Festival gewinnt er direkt in zwei Kategorien: „Competition Main Award…“. Der Film belegt 2019 den 2. Platz des CILECT PRIZE in der Kategorie „Fiction“.
Der Abschlussfilm „Alter Egon“ gewinnt 2013 den Publikumspreis auf dem Max Ophüls Preis. Er erhält den 1. Platz beim DEKALOG-Filmpreis 2014. Die Kamerafrau Martina DiLorenzo wird für ihre Arbeit 2015 mit dem dt. Kamerapreis „Nachwuchspreis“ geehrt.
Der Abschlussfilm „Ein Märchen von einer unmöglichen Stelle im Universum“ wird 2014 für den Deutschen Kurzfilmpreis nominiert.
Der Abschlussfilm „Nirwana“ gewinnt 2014 den Jurypreis des Kölner Design Preis.
Der Abschlussfilm „Der einsame Hof“ gewinnt bei der Preisverleihung des Kölner Design Preis 2016 den 2. Platz. Der 30-minütige Abschlussfilm Der einsame Hof (2016) belegte auf dem internationalen Festival La Cabina für Mittellangfilme in Valencia im gleichen Jahr die Siegerplätze in den Kategorien „Bester Film“ und „Beste Musik“.
Beim Kölner Design Preis / Toby E. Rodes Award 2018 ist der Abschlussfilm „Rocket Roaches“ mit dem 2. Preis ausgezeichnet worden.
Die Doku „DNA Cooking“, die in der Weiterbildung Masterclass Non-Fiction entstanden ist, gewinnt 2018 den 1. Preis beim Treatment-Wettbewerb für Dokumentarfilme/Dokumentationen des Bayerischen Rundfunks.
Der Abschlussfilm „Label Me“ wird Gewinner beim Max Ophüls Preis 2019 in der Kategorie „Bester mittellanger Film“ und wird 2020 bei den Big Shorts Awards gleich in drei Kategorien (Bester Film, Beste Regie und Bester Schauspieler) ausgezeichnet.
Für ihre herausragende Bildgestaltung wurde die ifs-Absolventin und DoP Katja Tauber in der Kategorie „Beste Kamera Kurzfilm“ für ihren ifs-Abschlussfilm „Mono no Aware“ beim 31. Deutschen Kamerapreis 2021 ausgezeichnet.
Absolvent Dario Haramustek gewinnt 2021 den First Step Drehbuchpreis für sein ifs-Abschlussdrehbuch »PATTERN OF LIFE«.
Beim Female Filmmakers Festival 2021 in Berlin gewinnen die Absolventinnen Antonia Uhl und Nina Meyer in der Kategorie „Best Screenplay“ für ihren Abschlussfilm „Auster“. Zudem gewinnt der Film in der Kategorie „Best Performance“. Der HOFER GOLDPREIS der Friedrich-Baur-Stiftung 2021, der im Rahmen der Internationalen Hofer Filmtage verliehen wird, geht 2021 zu gleichen Teilen an die Regisseurin und ifs-Absolventin Alisa Kolosova für ihren ifs-Abschlussfilm »Charly« und an den Regisseur LUKAS RÖDER für seinen Film »Gehirntattoo«.

## Namhafte Absolventen
- Melanie Andernach, Produzentin
- Peter Aufderhaar, Sounddesigner
- Christopher Becker, Regisseur
- Sabine Bernardi, Regisseurin
- Rüdiger Bertram, Autor
- Eva Blondiau, Produzentin
- Ewa Borowski, Produzentin
- Luise Brinkmann, Regisseurin
- Ben Braeunlich, Autor
- Detlev Buck, Regisseur/Produzent
- Sarah Burrini, Animationszeichnerin
- Mathias Casanova, Produzent
- Simon Dolensky, Regisseur
- Max Eipp, Autor
- Clemente Fernandez-Gil, Autor
- Heike Fink, Regisseurin, Autorin
- Lisa Violetta Gaß, Regisseurin
- Moritz Grenzebach, Produzent
- Felix Hassenfratz, Regisseur
- Peter Hümmeler, Regisseur
- Elmar Imanov, Regisseur
- Renata Salazar Ivancan, Filmeditorin
- Karin Kaçi, Autorin
- Roshanak Khodabakhsh, Produzent
- Emil Klotzsch, Sounddesigner
- Linda Kruse, Produzentin
- Nicole Kortlüke, Filmeditorin
- Tobias Leveringhaus, Produzent
- Christoph Mathieu, Autor
- Ebele Okoye, Animationszeichnerin
- Hanno Olderdissen, Regisseur
- Florian Ross, Regisseur
- Stefen Schmitt, Filmeditor
- Stephan Schiffers, Regisseur
- Saskia Schwarz, Regisseurin
- Markus Sehr, Regisseur
- Daniel Rakete Siegel, Regisseur
- Johannes F. Sievert, Regisseur
- Finn Christoph Stroeks, Autor
- Hardi Sturm, Autor
- Sebastian Thümler, Filmeditor
- Dennis Todorović, Regisseur
- Tina von Traben, Regisseurin
- Magnus Vattrodt, Autor
- Christine Uschy Wernke, Regisseurin
- Elmar Wigand, Autor
- Klaus Wolfertstetter, Autor